# Сеньківці
Сенькі́вці — село в Україні, у Золотоніському районі Черкаської області. Входить до складу Новодмитрівської сільської громади. Населення — 291 осіб.

## Населення

### Мова
Розподіл населення за рідною мовою за даними перепису 2001 року:
| Мова       | Кількість | Відсоток |
| ---------- | --------- | -------- |
| українська | 289       | 99.31%   |
| російська  | 2         | 0.69%    |
| Усього     | 291       | 100%     |

## Історія
Село володарське та козаче Сенькі́вці у 1862  році мало церкву та 40 дворів де жило 287 (111 чоловічої та 176 жіночої статі)

Село є на мапі 1826-1840 років.

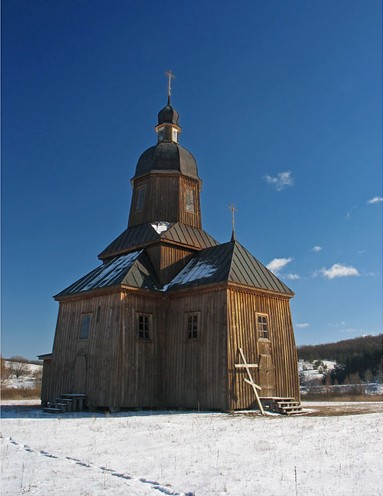
Миколаївська церква в Стецівці

У 1927 році побудовано приміщення для початкової школи. Восени 1929 року в селі організувався колгосп «Воля», який очолив Микола Антонович Шарапа. Спочатку в колгосп входило 20 господарств.
Миколаївську церкву(з 1779 року), що знаходилася в селі, перенесено до скансена в селі Стецівка.

## Особистості
В селі народився Міщенко Федір Іванович (1874-1933) — академік ВУАН, візантолог.